# V. S. Naipaul
Sir Vidiadhar Surajprasad Naipaul, TC, trinidadsko-britanski pisatelj indijskega rodu, nobelovec, * 17. avgust 1932, Chaguanas, Trinidad in Tobago, † 11. avgust 2018, London.
Je prejemnik Nobelove nagrade za književnost za leto 2001. Od leta 1950 je živel v Angliji.

## Življenje
Naipaulovi Indijski predniki prišli kot mezdni delavci na Trinidada, največji otok današnje otoške države Trinidad in Tobago. Prva leta življenja je Naipol preživel pri družini svoje matere. Šele v starosti šest let je spoznal svojega očeta, Seepersada Naipaula (1906-1953), ki je kot novinar delal pri časopisu Trinidad Guardian v Port of Spain. Kasneje je oče uspel v mestu kupiti hišo, tako da je lahko združil družino. Otroštvo in svojega očeta je Naipaul opisal v romanu Hiša za G. Biswasa.
Leta 1950 je Naipaul dobil štipendijo in odšel v Anglijo na študij na Univerzo v Oxfordu. Po študiju je najprej, do srede petdesetih, delal kot samostojni sodelavec za BBC; kmalu se je v celoti posvetil pisateljevanju.
Poleg svojih romanov je Naipaul znan po reportažah iz različnih krajev in kultur sveta. Njegova številna potovanja so ga  vodila v Indijo (večkrat), Zaire, Ugando, Iran, Pakistan, Malezijo in Indonezijo. Ta dejavnost mu je prinesla sloves potopisca, čeprav njegove ocene in analize daleč presegajo okvir običajnih potopisov.
Po svojem potovanju v Iran (še vedno v potresnih sunkih islamske revolucije), in v druge Islamske države se je v knjigi Islamske potovanje zelo kritično lotil Islama in še posebej ekstremističnih tokov. Palestinski avtor Edward Said mu je zato očital, da tako kot Rudyard Kipling klišejsko slika nasprotja med vzhodom in zahodom ter tako oživllja stare predsodke.
Naipaul je leta 1971 dobil Bookerjevo nagrado za svoj roman V svobodni deželi, leta 1983 nagrado Jeruzalem za Svobodo posameznika v družbi, leta 1989 Križ trojice (Trinity Cross) in leta 2001 za svoje življenjsko delo Nobelovo nagrado za književnost. Decembra 1989 ga je britanska kraljica povzdignila v plemiški stan Knight Bachelor in mu s tem podelila pravico do naziva Sir.